# Novo Selo Lekeničko
 Novo Selo Lekeničko  falu Horvátországban Zágráb megyében. Közigazgatásilag Velika Goricához tartozik.

## Fekvése
Zágráb központjától 23 km-re, községközpontjától 10 km-re délkeletre az A11-es autópálya mellett fekszik.

## Története
A település neve 1857-ben még Novoselec volt. 1869 és 1900 között Novo Selonak nevezték. 1857-ben 35, 1910-ben 41 lakosa volt. Trianon előtt Zágráb vármegye Nagygoricai járásához tartozott. Lakosságát 2001-től a szomszédos Buševechez számítják.

## Lakosság
| Lakosság változása | Lakosság változása | Lakosság változása | Lakosság változása | Lakosság változása | Lakosság változása | Lakosság változása | Lakosság változása | Lakosság változása | Lakosság változása | Lakosság változása | Lakosság változása | Lakosság változása | Lakosság változása | Lakosság változása |
| ------------------ | ------------------ | ------------------ | ------------------ | ------------------ | ------------------ | ------------------ | ------------------ | ------------------ | ------------------ | ------------------ | ------------------ | ------------------ | ------------------ | ------------------ |
| 1857               | 1869               | 1880               | 1890               | 1900               | 1910               | 1921               | 1931               | 1948               | 1953               | 1961               | 1971               | 1981               | 1991               | 2001               |
| 35                 | 21                 | 26                 | 32                 | 37                 | 41                 | 44                 | 52                 | 36                 | 42                 | 31                 | 24                 | 24                 | 31                 | 0                  |

## Külső hivatkozások
- Velika Gorica hivatalos oldala
- Velika Gorica turisztikai egyesületének honlapja